# Polyrhachis olena
Polyrhachis olena är en myrart som beskrevs av Smith 1861. Polyrhachis olena ingår i släktet Polyrhachis och familjen myror. Inga underarter finns listade i Catalogue of Life.